# 奥薗秀樹
奥薗 秀樹（おくぞの ひでき、1964年 - ）は、日本のジャーナリスト、政治学者（現代韓国政治外交・朝鮮半島をめぐる国際関係）。学位は、修士（学術）（広島大学・1993年）。静岡県立大学大学院国際関係学研究科教授・国際関係学部国際言語文化学科教授。
日本放送協会記者、株式会社朝日新聞社記者、静岡県立大学大学院国際関係学研究科助手、広島国際学院大学現代社会学部助教授、広島国際学院大学現代社会学部准教授、東西大学校国際学部助教授などを歴任した。

## 来歴

### 生い立ち
1964年、福岡県生まれ。広島大学に進学し、文学部の哲学科にて学んだ。1988年3月、広島大学を卒業した。大学卒業後は大韓民国の延世大学校に留学し、大学院の政治学科にて学んだ。日本に帰国すると広島大学の大学院に進学し、社会科学研究科にて学んだ。1993年3月、広島大学の大学院における博士課程前期を修了した。それに伴い、修士（学術）の学位を取得した。
大学院修了後は、1993年4月より日本放送協会に入局し、記者として勤務した。1997年8月には朝日新聞社に転じ、同じく記者として勤務した。

### 研究者として
1999年4月、静岡県立大学に転じ、大学院の国際関係学研究科にて助手を務めることになった。また、九州大学の大学院に在籍し、比較社会文化研究科にて学んだ。2001年3月、九州大学の大学院における博士後期課程を単位修得退学した。2005年4月、広島国際学院大学に転じ、現代社会学部の助教授に就任した。その後、大韓民国に渡り、2009年3月より東西大学校の国際学部にて助教授を務めた。のちに再び静岡県立大学に戻り、大学院の国際関係学研究科にて准教授に就任した。国際関係学研究科においては、主として比較文化専攻の講義を担当した。なお、大学院の教授が本務であるが、国際関係学部においても教授を兼務。国際関係学部においては、主として国際言語文化学科でアジア文化コースの講義を担当した。

## 研究
専門は政治学であり、特に現代の大韓民国に関する政治・外交や、朝鮮半島をめぐる国際関係といった分野の研究に従事していた。具体的には、大韓民国における民主化の研究や、大韓民国においてのアメリカ合衆国、日本、中華人民共和国の位置づけについての研究に取り組んでいた。
学術団体としては、日本国際政治学会、現代韓国朝鮮学会、アジア政経学会などに所属していた。

## 略歴
- 1988年 - 広島大学文学部卒業。
- 1993年 - 広島大学大学院社会科学研究科博士課程前期修了。
- 1993年 - 日本放送協会入局。
- 1997年 - 朝日新聞社入社。
- 1999年 - 静岡県立大学大学院国際関係学研究科助手。
- 2001年 - 九州大学大学院比較社会文化研究科博士後期課程単位修得退学。
- 2005年 - 広島国際学院大学現代社会学部助教授。
- 2007年 - 広島国際学院大学現代社会学部准教授。
- 2009年 - 東西大学校国際学部助教授。

## 著作

### 分担執筆、寄稿、等
- 静岡県立大学国際関係学部ヨーロッパ文化コース編『制度と逸脱』静岡県立大学国際関係学部、2000年。
- 菅英輝編著『朝鮮半島――危機から平和構築へ』社会評論社、2004年。ISBN 4784514376

## 関連人物
- 菅英輝